# Condado de Lafayette (Wisconsin)
O Condado de Lafayette é um dos 72 condados do Estado americano do Wisconsin. A sede do condado é Darlington, e sua maior cidade é Darlington. O condado possui uma área de 1 644 km² (dos quais 3 km² estão cobertos por água), uma população de 16 137 habitantes, e uma densidade populacional de 10 hab/km² (segundo o censo nacional de 2000). O condado foi fundado em 1846.